# USS Otterstetter (DE-244)
USS Otterstetter (DE-244/DER-244) là một tàu hộ tống khu trục lớp Edsall từng phục vụ cùng Hải quân Hoa Kỳ trong Chiến tranh Thế giới thứ hai. Nó là chiếc tàu chiến duy nhất của Hải quân Hoa Kỳ được đặt cái tên này, theo tên thủy thủ Carl William Otterstetter (1920-1941), người phục vụ cùng Không đoàn Tuần tra 2 tại Căn cứ Không lực Hải quân vịnh Kaneohe, Oahu và đã tử trận trong cuộc Tấn công Trân Châu Cảng ngày 7 tháng 12, 1941. Nó đã phục vụ cho đến khi chiến tranh kết thúc, xuất biên chế năm 1946, rồi được xếp lại lớp như một tàu hộ tống khu trục cột mốc radar DER-244 năm 1951 và tiếp tục phục vụ từ năm 1952 đến năm 1960. Con tàu cuối cùng bị đánh chìm như mục tiêu ngoài khơi Puerto Rico vào năm 1976.

## Thiết kế và chế tạo
Lớp Edsall có thiết kế hầu như tương tự với lớp Cannon dẫn trước; khác biệt chủ yếu là ở hệ thống động lực Kiểu FMR do được trang bị động cơ diesel Fairbanks-Morse dẫn động qua hộp số giảm tốc đến trục chân vịt. Đây là cấu hình động cơ được áp dụng rộng rãi trên tàu ngầm, được chứng tỏ là có độ tin cậy cao hơn so với lớp Cannon.
Vũ khí trang bị bao gồm ba pháo 3 in (76 mm)/50 cal trên tháp pháo nòng đơn có thể đối hạm hoặc phòng không, một khẩu đội pháo phòng không Bofors 40 mm nòng đôi và tám pháo phòng không Oerlikon 20 mm. Vũ khí chống ngầm bao gồm một dàn súng cối chống tàu ngầm Hedgehog Mk. 10 (có 24 nòng và mang theo 144 quả đạn); hai đường ray Mk. 9 và tám máy phóng K3 Mk. 6 để thả mìn sâu. Con tàu vẫn giữ lại ba ống phóng ngư lôi Mark 15 21 inch (533 mm), và được trang bị radar SC dò tìm không trung và mặt biển. Thủy thủ đoàn đầy đủ bao gồm 186 sĩ quan và thủy thủ.
Otterstetter được đặt lườn tại xưởng tàu của hãng Brown Shipbuilding, ở Houston, Texas vào ngày 9 tháng 11, 1942. Nó được hạ thủy vào ngày 19 tháng 1, 1943, được đỡ đầu bởi bà Miles P. Refo, Jr., và nhập biên chế cùng Hải quân Hoa Kỳ vào ngày 6 tháng 8, 1943 dưới quyền chỉ huy của Hạm trưởng, Thiếu tá Hải quân William Baxter Porter.

## Lịch sử hoạt động

### 1943 - 1946
Sau khi hoàn tất việc chạy thử máy huấn luyện dọc theo vùng bờ Đông Hoa Kỳ, vào ngày 14 tháng 11, 1943, Otterstetter gia nhập thành phần hộ tống một đoàn tàu vận tải vượt Đại Tây Dương, xuất phát từ Norfolk, Virginia và đi đến Casablanca, Maroc thuộc Pháp. Đoàn tàu đến nơi vào ngày 2 tháng 12 và quay trở về New York vào ngày lễ Giáng Sinh 25 tháng 12. Nó còn thực hiện một chuyến hộ tống vận tải khứ hồi thứ hai sang Casablanca vào tháng 2, 1944. Vào ngày 24 tháng 5, 1944, nó lên đường cho chuyến đầu tiên trong số ba chuyến hộ tống vận tải đến Argentia, Newfoundland, chặng đầu tiên của hành trình đi sang Anh.
Sau khi chiến tranh kết thúc tại Châu Âu, Otterstetter chuẩn bị để được điều động sang khu vực Mặt trận Thái Bình Dương. Nó khởi hành vào ngày 16 tháng 7, 1945, đi ngang qua vịnh Guantánamo, Cuba, kênh đào Panama và San Diego, California trước khi đi đến Trân Châu Cảng. Con tàu vẫn đang huấn luyện tại vùng biển Hawaii khi Nhật Bản chấp nhận đầu hàng vào ngày 15 tháng 8, giúp chấm dứt vĩnh viễn cuộc xung đột. Nó vẫn tiếp tục đi đến Saipan vào ngày 29 tháng 8, rồi đi đến Iwo Jima vào ngày 1 tháng 9 và ở lại đây một thời gian trước khi đi đến chính quốc Nhật Bản vào ngày 3 tháng 11.
Otterstetter đi đến khu vực quần đảo Mariana vào ngày 2 tháng 12, rồi lên đường đi Okinawa vào ngày 29 tháng 12, và đi đến Tokyo vào ngày 31 tháng 12. Con tàu lên đường vào ngày 4 tháng 1, 1946 để đi sang Jinsen, Triều Tiên, rồi quay trở lại Okinawa vào ngày 14 tháng 2, rồi đi đến Sasebo, Nhật Bản vào ngày 29 tháng 3. Sau khi đi đến Thượng Hải, Trung Quốc vào ngày 6 tháng 4, nó khởi hành hai ngày sau đó cho hành trình quay trở về Hoa Kỳ, đi ngang qua Okinawa, Trân Châu Cảng và kênh đào Panama trước khi về đến Charleston, South Carolina vào ngày 15 tháng 5.
Otterstetter được cho đại tu để chuẩn bị ngừng hoạt động, rồi lên đường vào ngày 10 tháng 9 để chuyển đến Green Cove Springs, Florida, nơi con tàu được cho xuất biên chế vào ngày 21 tháng 9, 1946, và được đưa về Hạm đội Dự bị Đại Tây Dương.

### 1951 - 1960
Vào ngày 1 tháng 6, 1951, tại Xưởng hải quân Charleston, Otterstetter được cho đại tu để tái hoạt động, đồng thời được nâng cấp hiện đại hóa thành một tàu hộ tống khu trục cột mốc radar. Con tàu được xếp lại lớp với ký hiệu lườn mới DER-244 vào tháng 12, 1951, và được cho tái biên chế tại Xưởng hải quân Charleston vào ngày 6 tháng 6, 1952 dưới quyền chỉ huy của Hạm trưởng, Thiếu tá Hải quân John P. Sullivan. Vào ngày 19 tháng 7, nó trình diện để phục vụ cùng Tư lệnh Lực lượng Khu trục Hạm đội Đại Tây Dương, trong thành phần Hải đội Hộ tống 16.
Sau chuyến đi chạy thử máy huấn luyện tại khu vực vịnh Guantánamo, Cuba, Otterstetter lên đường vào ngày 4 tháng 12, phục vụ như cột mốc radar trong Đường cảnh báo sớm từ xa - (DEW: Distant Early Warning) Line - nhằm cảnh báo sớm khả năng bị máy bay ném bom chiến lược hay tên lửa đạn đạo đối phương tấn công. Con tàu làm nhiệm vụ này tại hàng rào Đại Tây Dương trong nhiều năm tiếp theo, cho đến khi nó được cho xuất biên chế lần sau cùng vào ngày 20 tháng 6, 1960. Nó được đưa về thành phần dự bị tại sông Sabine, Texas; tên nó được cho rút khỏi danh sách Đăng bạ Hải quân vào ngày 1 tháng 8, 1974, và nó bị đánh chìm như một mục tiêu ngoài khơi Puerto Rico vào ngày 15 tháng 2, 1976.

## Phần thưởng
Nguồn: Navsource Naval History
|  |  |  |
|  |  |  |

| Huân chương Chiến dịch Hoa Kỳ        | Huân chương Chiến dịch Hoa Kỳ         | Huân chương Chiến dịch Châu Á-Thái Bình Dương | Huân chương Chiến dịch Châu Á-Thái Bình Dương  |
| Huân chương Chiến thắng Thế Chiến II | Huân chương Phục vụ Phòng vệ Quốc gia | Huân chương Phục vụ Phòng vệ Quốc gia         | Huân chương Giải phóng Philippine (Philippine) |